# Памятник Константину Леселидзе (Тбилиси)
Памятник Константину Леселидзе (груз. კონსტანტინე ლესელიძის ძეგლი) — в Тбилиси, в историческом районе Старый город, в сквере Леселидзе. Установлен в память советского военного деятеля генерал-полковника Константина Николаевича Леселидзе (1903—1944).

## История
Установлен в 1947 году на улице имени Константина Леселидзе (ныне переименованной). Скульптор — Яков Николадзе.
Во время антисоветского митинга в 1990 году бюст полководца был поврежден.